# Neith (királyné)
Neith ókori egyiptomi királyné volt, a VI. dinasztiabeli II. Pepi fáraó egyik felesége, valószínűleg II. Nemtiemszaf fáraó anyja. Valószínűleg I. Pepi fáraó és I. Anheszenpepi királyné lánya, így férjének féltestvére és unokatestvére is.
Címei: Örökös hercegnő (ỉrỉỉ.t-pˁt), Nagy kegyben álló (wr.t-ḥz.wt), A jogar úrnője (wr.t-ḥts), Aki látja Hóruszt és Széthet (m33.t-ḥrw-stš), A király anyja (mwt-nỉswt), A király felesége (ḥm.t-nỉswt), Men-anh-Noferkaré szeretett királyi felesége (ḥm.t-nỉswt mrỉỉ.t=f mn-ˁnḫ-nfr-k3-rˁ), A király lánya (z3.t-nỉswt), A király legidősebb, vér szerinti lánya (z3.t-nỉswt-šms.t-n-ẖt=f), Mennofer-Meriré király legidősebb, vér szerinti lánya (z3.t-nỉswt-šms.t-n-ẖt=f mn-nfr-mrỉỉ-rˁ), Hórusz segítője (ḫt-ḥrw), A Két Úrnő szeretettjének hitvese (zm3.t mrỉỉ-nb.tỉ), Hórusz társa (smr.t-ḥrw), Hórusz társa (tỉst-ḥrw).

## Sírja

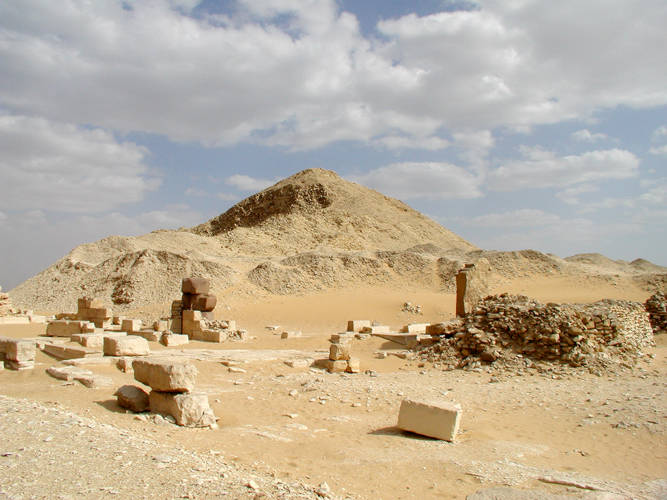
II. Pepi piramisa Neith, II. Iput és Udzsebten kisebb piramisával

Az övé a legnagyobb abból a három kis piramisból, amelyek II. Pepi nagy piramisa mellett állnak. Ez a piramis épülhetett meg elsőnek Pepi királynéinak piramisai közül. Tartozott hozzá egy kis templom, egy mellékpiramis és egy tizenhat, fából ácsolt hajóból álló flotta, amelyet a fő- és a mellékpiramis közt temettek el. A piramiskörzet bejáratánál két feliratos obeliszk állt. Neith sírkamrájába a Piramisszövegeket írták fel; ez a második ismert előfordulása ennek a szövegnek királynéi piramisban (az első II. Anheszenpepinél fordul elő). A sírkamrából előkerült egy vörösgránit szarkofág (üresen), és egy kanópuszláda.
Múmiájának pár darabját egykor a Kaszr el-Aini Orvostudományi Iskola őrizte.